# ハヤテのごとく!! ナイトメアパラダイス
『ハヤテのごとく!! ナイトメアパラダイス』は、2009年3月26日にコナミデジタルエンタテインメントから発売されたPlayStation Portable用ゲームソフトである。

## 概要
2009年1月発売の「週刊少年サンデー」にて、アニメ第2期の情報とともに初公開された。本作の絵はJ.C.STAFFが担当している。
本作は、通常版・特別版・豪華版の3つのタイプが販売される。豪華版はコナミスタイルのみで販売する。特典は3つのタイプ全てに「ハヤテのごとく!TCG」限定プロモーションカード1枚、特別版・豪華版はUMDの特典ディスクが添付される。更に豪華版は『武装神姫』バージョンの三千院ナギ（以下、神姫ナギ）のフィギュアが付属する。

## ストーリー
本作は「映画」がテーマになっている。プレイヤーは主人公綾崎ハヤテとなり、6人のヒロインの「夢」「現実」の世界を行き来しながら物語が進行する。「夢」は恋愛ADVもの、ヒーローものなど様々な種類がある。登場するヒロインは以下の通り。
- 三千院ナギ
- マリア
- 愛沢咲夜
- 鷺ノ宮伊澄
- 西沢歩
- 桂ヒナギク

## その他
- 映像はアニメーションするバストアップイラストである。
- 登場人物はハヤテを除いてフルボイスである。（主人公は一部のイベントのみ）
- 原作者・畑健二郎がデザインを担当したオリジナルキャラクター・渡良瀬ミカゲ（わたらせ みかげ、声 - 中島愛）が登場する。
- ゲーム中にも登場する神姫ナギのデザインは、実際に『武装神姫』でデザインを手がけている島田フミカネの手によるものである。神姫ナギのフィギュアは夢魔型神姫ヴァローナをベースに、3rd素体と白鳳学院制服デザインに落とし込んだもので、付属する武装は夢魔型タイプのカラーバリエーションである。神姫封入パッケージ・TGCプロモーションカードのイラストも島田によるもの。